# Jens Nygaard Knudsen
Jens Nygaard Knudsen (25. ledna 1942 – 19. února 2020 Hvide Sande) byl dánský návrhář. Mezi roky 1968 a 2000 byl zaměstnán ve společnosti vyrábějící stavebnici Lego. Pro ni vyvinul charakteristickou postavičku, která se stala součástí jednotlivých stavebnic. Prvně se objevila roku 1978. Postavička má pohyblivé ruce i nohy a v obličeji má neutrální výraz. Rovněž nemá jasně definované pohlaví či lidskou rasu. Podle vdovy po zemřelém chtěl autor tímto způsobem oživit domovy a stavby vytvořené z Lega. Někdejší kolegové, například bývalý designér společnosti Lego Niels Milan Pedersen, na něm navíc oceňovali jeho obdivuhodnou představivost i vysokou míru nápadů. Podle zpravodajské agentury AFP byla důvodem návrhářova skonu amyotrofická laterální skleróza (ALS).